# Oksana Shmachkova
Oksana Anatólievna Shmachkova (en ruso: Оксана Анатольевна Шмачкова, Rayévskaya, 20 de junio de 1981) es una futbolista rusa retirada, que jugaba en la posición de defensa.

## Biografía
Nació en Rayévskaya, en el krai de Krasnodar, el 20 de junio de 1981. Empezó a jugar a fútbol en las divisiones inferiores del FC Kubánochka en 1991 con el entrenador Anatoli Shmachkov, su padre, iniciando su carrera sénior en ese club en 1995. Se marchó al KMV-Piatigorsk en 1996. Al año siguiente se trasladó al FC Energuiya Vorónezh. En 1998 pasó al Kaluzhanka y en 1999 al Riazán VDV, donde conseguiría sus dos primeros campeonatos de Liga (1999 y 2000) y jugaría hasta inicios de 2002. Ese año regresó al equipo de Vorónezh, con el que ganaría la liga femenina rusa en los dos años que jugó allí en este período. A partir de 2004 pasa al Rosiyanka, campeón con Shmachkova en sus filas en 2004, 2006 y 2010 de la liga y de la Copa de Rusia de Fútbol Femenino en 2005, 2006, 2008 y 2010. Regresó de nuevo al FC Energuiya Vorónezh en 2011.
Ha jugado en la selección de fútbol femenino de Rusia entre 2000 y 2011. Maestra de Deportes de Rusia.